# Гусаров, Виктор Владимирович
Ви́ктор Влади́мирович Гуса́ров (род. 1 июня 1952) — советский, российский химик; доктор химических наук, профессор, член-корреспондент РАН, заведующий кафедрой физико-химического конструирования функциональных материалов на базе ФТИ им. А. Ф. Иоффе.

## Краткая биография
1952 — родился в Кингисеппе (остров Сааремаа, ЭССР).
1969 — окончил общеобразовательную среднюю школу посёлка Рощино Ленинградской области.
1975 — окончил Ленинградский технологический институт имени Ленсовета по специальности технология редких и рассеянных элементов (инженерный физико-химический факультет, кафедра радиохимических процессов ядерной энергетики).
1986 — защитил диссертацию на соискание учёной степени кандидата химических наук по специальности технология силикатных и тугоплавких неметаллических материалов.
1996 — защитил диссертацию на соискание учёной степени доктора химических наук по специальности физическая химия.
1999—2008 — заведующий лабораторией физикохимии наноразмерных систем ИХС РАН.
2000 — получил звание профессора по кафедре физической химии.
2003 — избран членом-корреспондентом РАН по специальности физикохимия и технология неорганических материалов.
2003—2008 — заместитель директора по научной работе ИХС РАН.
2008—2017 — заведующий кафедрой физической химии СПбГЭТУ "ЛЭТИ".
2009—2016 — заведующий кафедрой физической химии СПбГТИ (ТУ).
2009—2023 — заведующий лабораторией новых неорганических материалов ФТИ им. А. Ф. Иоффе.
С 2016 — организатор и заведующий кафедрой физико-химического конструирования функциональных материалов на базе ФТИ им. А. Ф. Иоффе.

## Направления научной деятельности
- Синтез, исследование структуры и свойств неорганических соединений.
- Наночастицы, нанокристаллы, наноструктуры, нанокомпозиты — получение, методы мягкой химии, изучение строения и свойств.
- Новые неорганические функциональные материалы — физико-химическое конструирование, получение, изучение строения и свойств.
- Высокотемпературные процессы в оксидных системах.

## Научно-организационная деятельность
- заместитель главного редактора по секции "химия и науки о материалах" журнала "Наносистемы: физика, химия, математика"[7]
- член редколлегии Журнала общей химии
- член редколлегии Журнала прикладной химии
- член Учёных и Диссертационных Советов  ФТИ им. А. Ф. Иоффе, СПбГТИ(ТУ),ИХС РАН, ИХТРЭМС КНЦ РАН[8]
- научный руководитель семинара "Физическая химия – теоретическая основа новых технологий и материалов", проводимого под эгидой Российского химического общества имени Д. И. Менделеева[9]
- член секции "Химическая термодинамика и термохимия" научного совета РАН по физической химии

## Избранные публикации
Является автором свыше 300 научных статей, а также обладателем 30 патентов и авторских свидетельств,,,.
- Фазовые диаграммы и термодинамика оксидных твёрдых растворов. Л. 1986. (в соавторстве)
- Термодинамика твёрдых оксидных фаз переменного состава. Л. 1986.
- Фазообразование и свойства материалов в системах BeO—AlO1.5—MeOn (Me — 3d-элемент, Ga). Л. 1988. (в соавторстве)
- Термические методы анализа. СПб. 1999. (в соавторстве)
- Системный анализ и системное проектирование деятельности. СПб. 1999. (в соавторстве)
- Комплексный термический анализ. СПб. 2017. (в соавторстве)

## Награды
- Почётная грамота Президента Российской Федерации (5 февраля 2024 года) — за заслуги в развитии отечественной науки, многолетнюю плодотворную деятельность и в связи с 300-летием со дня основания Российской академии наук[14].